# Sèrie (biologia)
Sèrie és un nivell baix de la categoria taxonòmica, que es fa servir especialment en botànica, que es troba per sota de la secció (i la subsecció) però per sobre de la d'espècie.

## Taxonomia vegetal
En botànica i taxonomia vegetal, una sèrie és una subdivisió d'un gènere. Típicament es fa servir per ajudar a organitzar gèneres molt grans, els quals poden contenir centenars d'espècies.
Una sèrie té un nom en dos parts que consisteix en el nom del gènere i un epítet.

## Comercialització de cultivars
El terme sèrie ("series" en anglès) també es fa servir per agrupar cultivars, però aquest terme no té un estatus formal en el ICNCP.

## Biologia marina
En la biologia marina, les sèries biològiques tenen un significat no relacionat amb l'anterior, són les dades d'observació, quantitatives o qualitatives que permeten seguir l'evolució del medi i de les espècies.